# Harald Noack (Politiker, 1949)
Harald Noack (* 22. April 1949 in Frankfurt am Main) ist ein deutscher Jurist und ehemaliger politischer Beamter (SPD). Er amtierte als Staatssekretär in den Ländern Hessen und Nordrhein-Westfalen und war Vertreter der Bundesrepublik Deutschland im Europäischen Rechnungshof.

## Leben und Beruf
Nach dem Abitur nahm Noack ein Studium der Rechtswissenschaft auf, das er im Jahr 1975 mit dem ersten und 1978 mit dem zweiten juristischen Staatsexamen beendete. Im Jahr 1978 promovierte er an der Johann Wolfgang Goethe-Universität in Frankfurt am Main zum Dr. jur. mit der Dissertation Ist die Mitwirkung Dritter bei der Bezahlung fremder Geldstrafen als Strafvereitelung gem. §258 II StGB anzusehen?.
Ab 1979 wirkte Noack im juristischen Staatsdienst des Landes Hessen, zuerst als Richter auf Probe in Wiesbaden und Hanau, anschließend im Hessischen Ministerium der Justiz, zunächst als persönlicher Referent des Ministers Herbert Günther, in der Folge mehrfach befördert und versetzt, zuletzt zum Oberstaatsanwalt und Leiter der Abteilungen für Haushaltsfragen und Raumplanung. Nach einer Zeit als Mitglied des Bundesrechnungshofes führte ihn seine Laufbahn im September 1991 als Abteilungsleiter ins Hessische Ministerium für Umwelt, Energie und Bundesangelegenheiten.
Vom 1. September 2004 bis 2007 war er für den Bundesverband deutscher Banken tätig, ab dem 1. Januar 2005 als stellvertretender Hauptgeschäftsführer.

## Öffentliche Ämter
Noack amtierte vom 26. Januar 1994 bis April 1999 als Staatssekretär im Hessischen Ministerium der Finanzen. In Folge der für die bisherige rot-grüne Koalition verlorenen Landtagswahl wurde Noack in den einstweiligen Ruhestand versetzt und wechselte als Rechtsanwalt zur Frankfurter Kanzlei Heiermann Franke Knipp, bevor er im Juli 2000 vom Ministerpräsidenten des Landes Nordrhein-Westfalen Wolfgang Clement zum Staatssekretär des dortigen Finanzministeriums ernannt wurde; aus diesem Amt schied er am 31. Juli 2004 aus.
Vom 1. März 2008 bis zum 28. Februar 2014 war Noack als Vertreter Deutschlands Mitglied im Europäischen Rechnungshof.